# Elliot Lundegård
Elliot Lundegård, född 15 mars 1990, är en svensk redaktör och kritiker.
Lundegård är chefredaktör för kultur- och samhällstidskriften Astra sedan 2020 och skriver litteraturkritik och krönikor för bland annat dagstidningen Hufvudstadsbladet sedan 2021.
Under år 2024 vikarierade Lundegård som Hufvudstadsbladets litteraturredaktör.